# Łuna 15
Łuna 15 (ros. Луна-15 - Księżyc-15) – radziecka sonda kosmiczna przeznaczona do badań Księżyca. Była to pierwsza z sześciu sowieckich prób (w tym trzech udanych) przywiezienia na Ziemię próbek gruntu  księżycowego.

## Przebieg misji
Start rakietą Proton-K z dodatkowym stopniem Blok D nastąpił 13 lipca 1969 r.
Po rozpoczęciu ruchu wokółksiężycowego (17 lipca 1969 roku) dokonano dwóch korekt orbity: po pierwszej – wysokość peryselenium 95 km, aposelenium 221 km, nachylenie orbity 126°, okres obiegu 2 godz. 3,5 min; po drugiej – wysokość peryselenium 16 km, aposelenium 110 km, nachylenie orbity 127°, okres obiegu 1 godz. 54 min. W czasie okrążeń Księżyca przeprowadzono 86 seansów łączności radiowej z sondą.
21 lipca 1969 roku o 15:50 GMT, po wykonaniu 52 okrążeń Księżyca, Łuna 15 w czasie próby łagodnego lądowania zderzyła się z jego powierzchnią na Morzu Przesileń. W tym samym czasie na Księżycu znajdowali się astronauci misji Apollo 11. Rosjanie nie przyznali się wobec świata do tego, że podjęli jeszcze jeden, ostatni wysiłek, by przelicytować wyczyn Apollo 11 przy pomocy czegoś, co w założeniach miało stać się pierwszą misją pobrania próbek gruntu księżycowego i dostarczenia ich na Ziemię. Gdyby misja Łuny 15 powiodła się, pierwsze próbki księżycowe znalazłyby się na Ziemi tuż przed powrotem astronautów z Apollo 11.
Prawda donosiła o tej misji na 4 stronie wydania z dnia 22 lipca w artykule pod tytułem Lot automatycznej stacji Łuna 15 zakończony. Nie było żadnej wzmianki o planowanym powrocie z próbkami gruntu księżycowego. W oficjalnej nomenklaturze Łuna 15 to piąty radziecki sztuczny satelita Księżyca.
Wraz z katastrofą „Łuny 15” i po przegraniu rywalizacji w kategorii lotów załogowych, radziecki program załogowy znalazł się w głębokim kryzysie.